# HD 122430
HD 122430 är en ensam stjärna belägen i den södra delen av stjärnbilden Vattenormen. Den har en skenbar magnitud av ca 5,47 och är svagt synlig för blotta ögat där ljusföroreningar ej förekommer. Baserat på parallax enligt Gaia Data Release 2 på ca 7,4 mas, beräknas den befinna sig på ett avstånd på ca 443 ljusår (ca 136 parsek) från solen. Den rör sig närmare solen med en heliocentrisk radialhastighet på ca –0,6 km/s.

## Egenskaper
HD 122430 är en orange till gul jättestjärna av spektralklass K2-3 III, som helt har förbrukat förrådet av väte i dess kärna, även om den är endast två miljard år gammal. Den har en massa som är ca 1,6 solmassor, en radie som är ca 23 solradier och har ca 190 gånger solens utstrålning av energi från dess fotosfär vid en effektiv temperatur av ca 4 400 K.

## Planetsystem
En tänkbar exoplanet rapporterades 2003 kretsa kring stjärnan och gavs beteckningen HD 122430 b. Den har en omloppsperiod på 0,94 år och en excentricitet på 0,68. En uppföljande studie av Soto et al. (2015) gav dock inte någon signal vid mätning av radiell hastighet, så planeten var då fortfarande obekräftad.
| Planet         | Massa    | Halv storaxel (AE) | Siderisk omloppstid (d) | Excentricitet | Inklination | Radie |
| -------------- | -------- | ------------------ | ----------------------- | ------------- | ----------- | ----- |
| b (obekräftad) | ≥3,71 M⊕ | 1,02               | 344,95 ± 1,08           | 0,68 ± 0,09   | -           | -     |